# هانس آس
هانس آس (بالنرويجية البوكمول: Hans Aas)‏ هو ناشط إسبرنتو وسياسي نرويجي، ولد في 22 سبتمبر 1880 في ترومسو في النرويج، وتوفي في 5 أغسطس 1960. نشط حزبياً في حزب العمال.